# Ciudad Guzmán

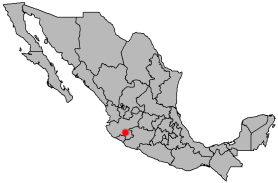
Stadens läge i Mexiko

Ciudad Guzmán är en stad i västra Mexiko och är belägen i delstaten Jalisco. Den har 96 332 invånare (2007), med totalt 98 848 invånare (2007) i hela kommunen på en yta av 295 km². Kommunens officiella namn är Zapotlán el Grande, vilket även var stadens namn fram till mitten av 1800-talet.